# Kojidan
Le Kojidan (古事談) est une collection japonaise de setsuwa composée par Minamoto no Akikane entre 1212 et 1215 au début de l'époque de Kamakura.
Le texte en six volumes comprend 462 histoires setsuwa. Il fut extrêmement populaire et a influencé un certain nombre de collections ultérieures, à commencer par le Zoku Kojidan  de 1219 et l'Uji Shūi monogatari.